# Kaspar Denich
Kaspar Denich (auch Caspar Denich; * 1591 in Ingolstadt; † 2. Januar 1660 ebenda) war ein deutscher Rechtsgelehrter und Universitätsprofessor.

## Leben
Kaspar Denich wurde 1591 als Sohn des Rechtsprofessors Joachim und Maria Denich (geb. Lagus) in Ingolstadt geboren. Sein Großvater mütterlicherseits war der Rechtsgelehrte Caspar Lagus, ein jüngerer Bruder war der Regensburger Weihbischof Sebastian Denich.
1612 wurde Kaspar Denich zum Doktor der Rechte promoviert. Dem folgten Studien in Italien. So besuchte er 1613 die Universität Perugia. 1614 wurde er schließlich außerordentlicher Professor an der Universität Ingolstadt und 1616 Ordinarius. Um 1618 nahm er den begabten, aber mittellosen Johann Adlzreiter von Tettenweis als Famulus bei sich auf und ermöglichte diesem den Abschluss seines juristischen Studiums.
1620 übernahm Denich das Amt des Universitätskämmerers. Ab 1623 wurde er zum wirklichen Ordinarius für Institutionenlehre ernannt. Ab 1624 lehrte er dann die Pandekten und übernahm 1634 eine Professur für das Kirchenrecht. Das Rektorat bekleidete Kaspar Denich 1643 und 1650. Ab 1644 war er aufgrund seines schlechten Gesundheitszustands von einigen universitären Pflichten entlastet und konzentrierte sich bis zu seiner Emeritierung 1655 ganz auf die Lehre.
Kaspar Denich sprach sich vehement gegen die Praxis der Hexenprozesse aus.

## Veröffentlichungen (Auswahl)
Der Schwerpunkt der Veröffentlichungen bewegt sich im Zivilrecht und Prozessrecht:
- De Solutionibus. (1616)
- De Procuratoribus. (1617)
- Disp. iur. de iure singulari, hoc est de beneficiis utriusque iuris. (1619)
- De Iure Personarum. (1620)
- De servitiis feudalibus. (1620)
- Assertiones canon. de beneficiis ecclesiasticis. (1622)
- Theses De Quibusdam Iuris Fisci Capitibus. (1622)
- De processu iudiciario. (1624)
- Disp. iur. de delictis.(1624)
- Disputatio Iuridica de servitutibus realibus. (1625)
- Disp. iur. de universa dotium materia. (1625)
- Assertiones iur. de appellationibus. (1626)
- Disp. iur. de actionibus.  (1626)
- De interdictis. (1627)
- Edicta praetoria de restitutionibus in integrum. (1627)
- Theses Iuridicae De pignoribus et hypothecis. (1627)
- Theses Iuridicae De Privilegiis Creditorum.  (1627)